# Difflugia
Difflugia es uno de los géneros de amoebozoa que producen conchas o testas a partir de gránulos de arena. Estos son ingeridos por la célula y durante el proceso de fisión o gemación pasan a la célula hija, donde son ensamblados con cemento orgánico. La testa tiene una sola abertura terminal. Los seudópodos permiten a la célula desplazarse. Difflugia es particularmente común en pantanos se dice que se puede encontrar en lagunas o lagunillas a si poder generar o limpiar el lago que se encuentra dentro así como las 32 especies se encuentran esparcidas a lo largo de los miles de lagos de todo el mundo.
- Datos: Q139000
- Multimedia: Difflugia / Q139000
- Especies: Difflugia